# Dicranoptycha hasegawai
Dicranoptycha hasegawai là một loài ruồi trong họ Limoniidae. Chúng phân bố ở miền Cổ bắc.